# LILRA2
Leukocyte Immunoglobulin-Like Receptor subfamily A member 2 (LILRA2, CD85H, ILT1) est une proteine chez l'homme codée par le gène LILRA2 présent sur le chromosome 19,,.

## Fonction
LILRA2 est une protéine senseur à micro-organisme qui clive des immunoglobulines pour activer les cellules myéloïdes, qui sont productrice des leucocytes.